# 伍廷飏
伍廷飏（1893年11月28日—1950年），字展空，男，广西容县人，中华民国政治人物。

## 生平
曾任广西省政府主席，湖北省政府委员兼建设厅长，浙江省政府委员兼建设厅长。